# Listă de filme de animație din 2000
Aceasta este o listă de filme de animație din anul 2000:
| Titlu                                                           | Țara                                                                               | Regizor | Studio                           | Tehnici de animație      | Note  |
| --------------------------------------------------------------- | ---------------------------------------------------------------------------------- | ------- | -------------------------------- | ------------------------ | ----- |
| Ah! My Goddess: The Movie                                       | Japonia                                                                            |         |                                  |                          |       |
| Alpamysh Алпамыш                                                | Uzbekistan                                                                         |         |                                  |                          |       |
| Alvin and the Chipmunks Meet the Wolfman                        | Statele Unite ale Americii                                                         |         |                                  |                          |       |
| Batman Beyond: Return of the Joker                              | Statele Unite ale Americii                                                         |         | Warner Bros. Animations          | Traditional              |       |
| Blood: The Last Vampire                                         | Japonia                                                                            |         |                                  |                          |       |
| The Boy Who Saw the Wind 風を見た少年 (Kaze o mita shōnen)      | Japonia                                                                            |         |                                  |                          |       |
| Buzz Lightyear of Star Command: The Adventure Begins            | Statele Unite ale Americii                                                         |         | DisneyToon Studios               | Traditional/CG animation |       |
| Cardcaptor Sakura Movie 2: The Sealed Card                      | Japonia                                                                            |         |                                  |                          |       |
| Carnival Carnivalé                                              | Republica Irlanda · Franța                                                         |         |                                  |                          |       |
| Casper's Haunted Christmas                                      | Canada                                                                             |         |                                  |                          |       |
| Chicken Run                                                     | Statele Unite ale Americii · Regatul Unit al Marii Britanii și al Irlandei de Nord |         | Aardman Animation Pathe Pictures | Stop Motion              |       |
| Circleen: Mice and Romance Cirkeline 2: Ost og Kærlighed        | Danemarca                                                                          |         |                                  |                          |       |
| Condor Crux, the Legend Cóndor Crux, la leyenda                 | Spania · Argentina                                                                 |         |                                  |                          |       |
| Crayon Shin-chan: Rumble in the Jungle                          | Japonia                                                                            |         |                                  |                          |       |
| CyberWorld                                                      | Statele Unite ale Americii                                                         |         |                                  |                          |       |
| Detective Conan: Captured in Her Eyes                           | Japonia                                                                            |         |                                  |                          |       |
| Digimon: The Movie                                              | Japonia                                                                            |         |                                  |                          |       |
| Dinosaur                                                        | Statele Unite ale Americii                                                         |         | Walt Disney Animation Studios    | CG animation             |       |
| Duck Ugly                                                       | Republica Irlanda                                                                  |         |                                  |                          |       |
| The Emperor's New Groove                                        | Statele Unite ale Americii                                                         |         | Walt Disney Animation Studios    | Traditional              |       |
| Escaflowne                                                      | Japonia                                                                            |         |                                  |                          |       |
| An Extremely Goofy Movie                                        | Statele Unite ale Americii                                                         |         | DisneyToon Studios               | Traditional              |       |
| Franklin and the Green Knight: The Movie                        | Canada                                                                             |         |                                  |                          |       |
| Heart, the Joys of Pantriste Corazón, las alegrias de Pantriste | Argentina                                                                          |         |                                  |                          |       |
| Heavy Metal 2000                                                | Canada · Germania                                                                  |         |                                  |                          |       |
| Help! I'm a Fish                                                | Germania · Republica Irlanda · Danemarca                                           |         |                                  |                          |       |
| Hundhotellet                                                    | Suedia                                                                             |         |                                  |                          |       |
| Is It Fall Yet?                                                 | Statele Unite ale Americii · Coreea de Sud                                         |         |                                  |                          |       |
| The Island of the Crab La Isla del cangrejo                     | Spania                                                                             |         |                                  |                          |       |
| Jack and the Beanstalk                                          | Regatul Unit al Marii Britanii și al Irlandei de Nord                              |         |                                  |                          |       |
| Joseph: King of Dreams                                          | Statele Unite ale Americii                                                         |         | DreamWorks Animations            | Traditional              |       |
| The Land Before Time VII: The Stone of Cold Fire                | Statele Unite ale Americii                                                         |         |                                  | Traditional              |       |
| Leif Erickson, Discoverer of North America                      | Statele Unite ale Americii                                                         |         |                                  |                          |       |
| The Life & Adventures of Santa Claus                            | Statele Unite ale Americii                                                         |         |                                  |                          |       |
| The Little Mermaid II: Return to the Sea                        | Statele Unite ale Americii · Canada · Australia                                    |         | DisneyToon Studios               | Traditional              |       |
| The Magic Pudding                                               | Australia                                                                          |         |                                  |                          |       |
| Malice@Doll                                                     | Japonia                                                                            |         |                                  |                          |       |
| The Miracle Maker                                               | Rusia · Regatul Unit al Marii Britanii și al Irlandei de Nord                      |         |                                  |                          |       |
| Monster Mash                                                    | Italia · Statele Unite ale Americii                                                |         |                                  |                          |       |
| The New Bremen Musicians Новые бременские (Novyye bremenskiye)  | Rusia                                                                              |         |                                  |                          |       |
| Nien Resurrection                                               | Malaysia                                                                           |         |                                  |                          |       |
| One Piece: The Movie                                            | Japonia                                                                            |         |                                  |                          |       |
| Optimus Mundus                                                  | Rusia                                                                              |         |                                  |                          | [ 1 ] |
| Pandavas: The Five Warriors                                     | India                                                                              |         |                                  |                          |       |
| Pettson och Findus - Kattonauten                                | Suedia                                                                             |         |                                  |                          |       |
| Pokémon: Mewtwo Returns                                         | Japonia                                                                            |         |                                  | Traditional              |       |
| Pokémon: The Movie 2000                                         | Japonia · Statele Unite ale Americii                                               |         |                                  | Traditional              |       |
| Princes and Princesses Princes et princesses                    | Franța                                                                             |         |                                  |                          |       |
| Prop and Berta Prop og Berta                                    | Danemarca                                                                          |         |                                  |                          |       |
| Read or Die                                                     | Japonia                                                                            |         |                                  |                          |       |
| Redwall: The Movie                                              | Canada                                                                             |         |                                  |                          |       |
| The Rescue by Pintin Los Pintín al rescate                      | Argentina                                                                          |         |                                  |                          |       |
| The Road to El Dorado                                           | Statele Unite ale Americii                                                         |         | DreamWorks Animations            | Traditional              |       |
| Rugrats in Paris: The Movie                                     | Statele Unite ale Americii · Germania                                              |         | Nickelodeon Movies               | Traditional              |       |
| The Scarecrow                                                   | Statele Unite ale Americii                                                         |         |                                  |                          |       |
| Scooby-Doo and the Alien Invaders                               | Statele Unite ale Americii                                                         |         | Warner Bros. Animations          | Traditional              |       |
| Sinbad: Beyond the Veil of Mists                                | India · Statele Unite ale Americii                                                 |         |                                  |                          |       |
| The Thief of Dreams El Ladrón de sueños                         | Spania                                                                             |         |                                  |                          |       |
| The Tigger Movie                                                | Statele Unite ale Americii · Japonia                                               |         | DisneyToon Studios               | Traditional              |       |
| Titan A.E.                                                      | Statele Unite ale Americii                                                         |         | Fox Animation Studios            | Traditional/CG animation |       |
| Tom Sawyer                                                      | Statele Unite ale Americii                                                         |         |                                  |                          |       |
| Tweety's High-Flying Adventure                                  | Statele Unite ale Americii                                                         |         |                                  |                          |       |
| Vampire Hunter D: Bloodlust バンパイアハンターD                 | Japonia                                                                            |         |                                  |                          |       |